# Схелфхаут, Лодевейк
Лодевейк Схелфхаут (Lodewijk Schelfhout, 23 августа 1881, Гаага — 5 ноября 1943, Амстелвен) —  голландский художник и график. Он также работал керамистом, ювелиром, художником по стеклу и дизайнером мебели.

## Биография
Лодевейк Схелфхаут был внуком голландского пейзажиста Андреаса Схелфхаута. Он был четвёртым сыном Анри Схелфхаута (1838-1910), успешного оперного певца, и Анже Мара Пикно. Мать Лодевейка была известна как дизайнер платья крещения принцессы Вильгельмины. Семья Схелфхаут дружила с братьями семьи Марис.

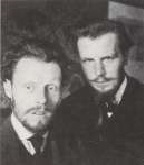
Луи Схелфхаут (слева), с Конрадом Киккертом в Париже, 1906

После окончания художественной школы в Харлеме Лодевейк Схелфхаут должен был зарабатывать средства существования, и в 1900 году он стал художником и преподавателем фортепиано (по вечерам) в Люденшайде. Вернувшись в Голландию, он работал художником в мастерской Теофила де Бока. С 1903 по 1913 год он находился среди художников Кафе дю Дом на Монпарнасе. Сначала создаваемые им живописные образцы оставались в русле творчества Поля Сезанна и Винсента Ван Гога, затем он обратился к  кубизму под влиянием Анри Ле Фоконье. В 1907 и 1908 годах  он выставлялся в Салоне Независимых в Париже, в 1911 году был представлен в кубистах Саллес. Вместе с Германом Лисманном он рисовал летом 1911 года в Ле Англе на юге Франции. Он жил с художником Конрадом Киккертом на улице Рю де 26, когда в декабре 1911 года к ним переехал Пит Мондриан. В 1912 году Якоб Герард Вельдхер познакомил его с методом "сухой иглы".

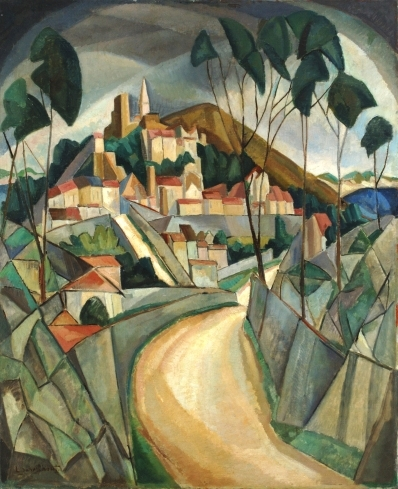
Ле Англе, 1912

Лодевейк Схелфхаут, как и его друг Конрад Киккерт, трижды участвовал в выставках общества русских авангардистов "Бубновый валет".  В 1913 году на последовательных выставках в Москве и Петербурге Схелфхаут экспонировал две работы ("Пейзаж из Прованса", "Дорога в Провансе").  В 1914 году в Москве он выставил также 2 работы без названий. Начавшаяся Первая мировая война прервала связи  Схелфхаута с русским авангардом.
Схелфхаут вернулся в Нидерланды в 1913 году, жил в Хилверсюме и стал теперь первым голландским кубистом. В 1914 году он женился на  Альбертине ван дер Мейлен. В 1913 году Герварт Вальден выставил два его офорта в Берлине и кубическую картину «Фантазия сюр Прованс» (1912) на Первом немецком осеннем салоне. Его первая персональная выставка состоялась в 1915 году в Стеделейк Мюсеум в Амстердаме.
После 1913 года Схелфхаут резко поменял темы и метод. Он оставил кубизм позади, и появилась его более символические и религиозные работы. Ему также нравилось придавать романтический облик южно-европейскому пейзажу, который он так любил. Метод сухой иглы все больше и больше заменял ему кисть. Со временем Схелфхаут стал очень сильным художником-графиком.
В 1919 году он жил на Корсике в течение пяти месяцев. В 1920 году он вместе с Яном Торопом, Бернардом Эссерсом, Анри ван дер Стоком и Матье Вигманом выставлялся в Домбурге. В 1925 году его работы были показаны на Всемирной выставке в рамках Международной выставки художественных декораций и промышленности в Париже. Схелфхаут также экспериментировал с керамикой в стиле ар-деко и создал более двухсот графических работ. Со времени Первой мировой войны Схелфхаут увеличил число церковных покровителей и в 1927 году также официально принял католицизм.
Из тех картин маслом, которые оставались всё ещё в его распоряжении к 1920, он  большую часть уничтожил. В музее Крёллера-Мюллера есть кубистическая картина Хет Меер (1913). Картина «Сон» (1918 или 1919) была куплена Берлинской национальной галереей. В 1937 году она был конфискована нацистами как образец "дегенеративного" искусства и утеряна в хранилище рейх-министерства просвещения и пропаганды в 1945 году в Гюстрове.

## Адреса
- 1911 — Rue de Départ 26, Paris
- 1913 — 9 Rue du Val-de-Grâce, Paris[8].
- 1914 — Amsterdam[8].